# Stagnicola traski
Stagnicola traski är en snäckart som först beskrevs av Tryon 1863.  Stagnicola traski ingår i släktet Stagnicola och familjen dammsnäckor. IUCN kategoriserar arten globalt som livskraftig. Inga underarter finns listade i Catalogue of Life.